# Selección de waterpolo de Serbia

La Selección de waterpolo de Serbia es el equipo de waterpolo que representa a Serbia en los campeonatos de selecciones nacionales masculinas de la Federación Internacional de Natación y la Liga Europea de Natación.
Originalmente, Yugoslavia competía internacionalmente con un equipo único. Tras la disolución del país en 1992, no participaron en los Juegos Olímpicos de 1992. A partir de 1993, cada país comenzó a competir con equipo propio, entre ellos la República Federal de Yugoslavia, luego renombrada a Serbia y Montenegro. Luego de la separación de Montenegro, Serbia compite de manera independiente a partir de 2006.
Aún después del desmembramiento, Serbia continúa siendo potencia mundial, ahora teniendo entre sus principales rivales a Croacia y Montenegro.
En 2016, se convirtieron en el primer equipo nacional de la historia en tener simultáneamente títulos en todos los grandes campeonatos en los que se compiten en Waterpolo: el Campeonato Europeo, el Campeonato Mundial, la Copa Mundial, la Liga Mundial y los Juegos Olímpicos. Esto los convierte en uno de los equipos de waterpolo masculino más exitosos del mundo.
FINA y LEN consideran que el equipo nacional de Serbia es el sucesor de los resultados y los éxito de medallas de los equipos nacionales de Yugoslavia y Serbia y Montenegro.

## Medallero
Actualizado hasta 2024
| Competition          | Medalla de oro | Medalla de plata | Medalla de bronce | Total |
| -------------------- | -------------- | ---------------- | ----------------- | ----- |
| Juegos Olímpicos     | 6              | 1                | 3                 | 6     |
| Campeonato Mundial   | 5              | 2                | 3                 | 8     |
| Copa Mundial         | 3              | 0                | 2                 | 5     |
| Liga Mundial         | 12             | 1                | 1                 | 14    |
| Campeonato Europeo   | 8              | 2                | 1                 | 10    |
| Juegos Mediterráneos | 3              | 0                | 1                 | 4     |
| Universiada          | 3              | 1                | 2                 | 6     |
| Total                | 40             | 7                | 13                | 60    |

## Resultados

### Juegos Olímpicos
Yugoslavia
- 1.º puesto en 1968, 1984 y 1988.
- 2.º puesto en 1952, 1956, 1964 y 1980.
- 4.º puesto en 1960.

 Serbia y Montenegro
- 2.º puesto en 2004.
- 3.º puesto en 2000.

 Serbia
- 1.º puesto en 2016, 2020 y 2024.
- 3.º puesto en 2008 y 2012.

### Campeonato Mundial
Yugoslavia
- 1.º puesto en 1986 y 1991.
- 3.º puesto en 1973 y 1978.

 Serbia y Montenegro
- 1.º puesto en 2005.
- 3.º puesto en 2003.

 Serbia
- 1.º puesto en 2009 y 2015.
- 2.º puesto en 2011.
- 4.º puesto en 2007.

### Copa Mundial
Yugoslavia
- 1.º puesto en 1987 y 1989.
- 2.º puesto en 1981 y 1991.
- 3.º puesto en 1979.
- 4.º puesto en 1985.

 Serbia y Montenegro
- 1.º puesto en 2006.

 Serbia
- 1.º puesto en 2010 y 2014.
- 3.º puesto en 2018.

### Liga Mundial
Serbia y Montenegro
- 1.º puesto en 2005 y 2006.
- 2.º puesto en 2004.

 Serbia
- 1.º puesto en 2010, 2011, 2013, 2014, 2015, 2016, 2017 y 2019.
- 3.º puesto en 2009.

### Campeonato Europeo
Yugoslavia
- 1.º puesto en 1991.
- 2.º puesto en 1954, 1958, 1962, 1977, 1985, 1987 y 1989.
- 3.º puesto en 1950, 1966, 1970 y 1974.

 Serbia y Montenegro
- 1.º puesto en 2001 y 2003.
- 2.º puesto en 1997.

 Serbia
- 1.º puesto en 2006, 2012, 2014, 2016 y 2018.
- 2.º puesto en 2008.
- 3.º puesto en 2010.